# Kinaskor

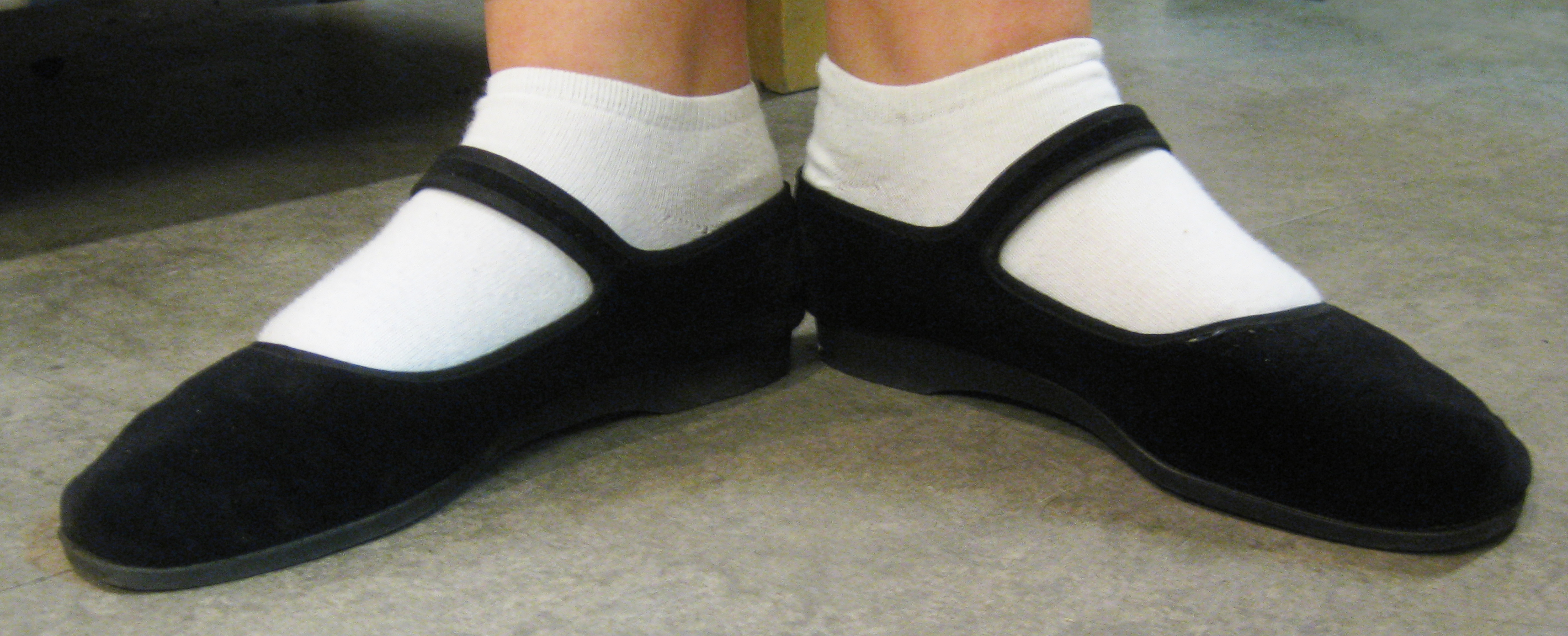
Ett par kinaskor.

Kinaskor kallas i Sverige en typ av lätta skor med rundad tå, ett spänne över foten och gummisula. Skorna är ofta gjorda av sammet och kan till exempel vara svarta eller röda.
Egentligen är det en inomhussko som hör till många kinesiska skoluniformer. Den är vanligt förekommande på film men syns sällan ute på gatorna, med undantag för vissa subkulturer där skon blivit populär.